# Schae Harrison
Schae Harrison (* 27. April 1963 in Anaheim Hills, Kalifornien als Deborah Schaeffer) ist eine US-amerikanische Schauspielerin.

## Leben und Karriere
Harrison gehörte in ihrer Jugend zum Cheerleading-Team ihrer Highschool und beeindruckte durch ihre tänzerischen Fähigkeiten. Sie ließ sich zu einer professionellen Tänzerin ausbilden, worauf sie zur Cheerleader-Gruppe der Seattle Seahawks gehörte. Nach drei Jahren gab sie diesen Beruf auf, als sie eine eigene Aerobicsendung bei einem Kabelsender in Los Angeles erhielt. 
Harrison spielte von 1989 bis 2006 die Rolle der Darla Einstein in Reich und Schön.
Am Set von Reich und Schön lernte Harrison Mick Cain kennen, der in der Serie die Rolle des C. J. Garrison verkörperte. Am 13. Dezember 2003 brachte sie einen gemeinsamen Sohn zur Welt.